# Флаг Доминики
Государственный флаг Доминики был принят 3 ноября 1978 года.
Зелёный цвет фона флага Доминики символизирует тропическую природу, красный цвет в центре флага символ свободы, 10 зелёных пятиконечных звёзд — 10 приходов страны. Святую Троицу символизирует крест из трёх полос: белый — европеоиды, золотой — мулаты, чёрный — чёрные. Императорский амазон в центре флага — эндемик острова и один из его символов.
В 1978—1990 гг во флаг трижды вносились небольшие изменения. Современный вариант — четвёртый с провозглашения независимости, принят в 1990 году. До 1978 года использовались варианты синего кормового флага с гербом в правой части.
Попугай сиссеру иногда окрашен в синий или фиолетовый цвет (настоящий цвет попугая). Использование фиолетового цвета делает флаг Доминики одним из двух флагов суверенных государств (наряду с флагом Никарагуа), которые содержат этот цвет.

## Галерея

3 ноября 1978 — 3 ноября 1981
3 ноября 1981 — 1988
1988 — 1990
1955 — 1965 Флаг колонии Доминика
1965 — 1978 Флаг ассоциированного государства Доминика
Штандарты Президента Доминики